# گنزو هاشی داچیا
گنزو هاشی داچیا (به ژاپنی: 乾豆波斯達阿 げんずはしだちあ)، شخصیتی از داشیا (باختر (بلخ)) که در نیهون شوکی که در سال ۷۲۰ میلادی تکمیل شد، ظاهر می‌شود. به گفته گیکیو ایتو، این اولین اشاره به یک ایرانی است و آغاز تاریخ حضور او در ژاپن در دوره سلطنت امپراتور کوتوکو (۶۵۴) بوده است. به نظر می‌رسد که بازدیدکنندگان اولیه ایرانی از ژاپن که در نیهون شوکی ذکر شده‌اند، از جایگاه اجتماعی بالایی برخوردار بوده‌اند. دارای به دنبال اجازه برای ترک ژاپن با گروهی از مردان، همسرش را پشت سر گذاشت و قول داد در آینده بازگردد. یاسوکو کوبایاشی ادعا می‌کند که گنزو هاشی داچیا با شاهزاده پیروز سوم شخصیتی یکسان بوده است.
بر پایه پژوهش‌های جدید در حالی که قطعی است که که گروهی از ایرانیان با موقعیت اجتماعی بالا از ژاپن باستان بازدید کرده‌اند اما اطلاعات محدودی در مورد این افراد در دسترس است بنابراین برخی از تفسیرهای این واقعه بر اساس پژوهش‌های منسوخ شده یا فاقد شواهد کافی برای تأیید هستند.

## ثبت در نیهون شوکی
1. در چهارمین ماه از سال پنجم سلطنت سی و ششمین امپراتور ژاپن امپراتور کوتوکو (۶۵۴)، دو مرد و دو زن از کشور داشیا (تلفظ ژاپن توکارا/تخارستان) و یک زن/دختر از «شائه» / «سائه» (さえ /しゃえ/舎衛女) توسط باد به هیوگا به ساحل کشیده شدند. 夏四月。吐火羅國男二人女二人舍衞女一人、被風流來于日向。[۱]
2. در سومین روز از ماه هفتم (۶۵۷)، دو مرد و چهار زن از داشیا در ولایت تسوکوشی (استان فوکوئوکا) به ساحل رسیدند. آنها گفتند: ما ابتدا در آمامی اوشیما به ساحل کشیده شدیم. آنها توسط اسب پستی به پایتخت (بعدها کاخ آسوکا اوکاموتو) احضار شدند.
3. در روز پانزدهم (۶۵۷) (سومین سال سلطنت امپراتریس کوگیوکو (امپراتریس سایمی)، مجسمه ای از کوه سومرو در غرب معبد آسوکادرا ساخته شد. جشنواره اوبون (جشن) نیز برگزار شد. در شب، ضیافتی برای اهالی توکارا برپا شد.
4. در روز دهم از سومین ماه سال پنجم سلطنت سایمی (۶۵۹)، یک ضیافت بزرگ در یوشینو برگزار شد و گنزو هاشی داچیا با همسرش، بانویی از شائه، به دربار وارد شدند. 「吐火羅人共二妻舎衛婦人一来。」
5. در شانزدهمین روز از هفتمین ماه (۶۶۰)، فرستاده گوریو، اوتوساگا توریبون و دیگران راهی سفر بازگشت خود شدند. همچنین گنزو هاشی داچیا می‌خواست به کشور خود بازگردد و گفت: «من قصد دارم بعداً به دربار کشور بزرگ (وا/ژاپن) ادای احترام کنم و بنابراین، به همین دلیل، همسرم را پشت سر می‌گذارم.» سپس همراه با حدود ده نفر دیگر به سفر خود به سمت دریای غرب رفت. سپس همراه با حدود ده نفر دیگر به سفر خود به سمت دریای غرب رفت.[۲]
6. در اولین روز از اولین ماه (۶۷۵)، دانشجویان دانشگاه، اونیوریو و دفتر طب خارجی، و همچنین بانو شائه (舎衛の女) و دختر دارا (堕羅の女)، زنکو پادشاه باکجه، ja:百済王善光، و خدمتکارانی از پادشاهی شیلا، داروها و اقلام کمیاب را به امپراتور هدیه کردند. 「大学寮諸学生、陰陽寮、外薬寮、及舎衛女、墮羅女、百済王善光、新羅仕丁等、捧二薬及珍異等物一進。」[۳]

## تفسیرها
از آنجائیکه هیچ‌یک از این نوشته‌های تفسیری قطعی نیستند و صرفاً حدس و گمان هستند، به نظر می‌رسد که امکان زیادی برای گمانه‌زنی‌ها و تفسیرهای بیهوده وجود دارد. در حالی که قطعی است که که گروهی ایرانیان که از موقعیت اجتماعی بسیار بالایی برخوردار بودند، از ژاپن باستان بازدید کرده‌اند اما اطلاعات محدودی در مورد این افراد در دسترس است. در مورد زندگی‌نامه این شخصیت‌ها (گروه گنزو هاشی داچیا) اتفاق نظر کمی وجود دارد زیرا در منابع ژاپنی فقط اشاره ای گذرا به آنها شده است علاوه بر این، بسیاری از نظریه‌ها فاقد شواهد اساسی یا مبتنی بر تحقیقات قدیمی هستند. هیچ‌کدام از این چهره‌ها پس از ظهور اولیه، در تاریخ کلاسیک ژاپن ذکر نشده است. شناخت محدود از این افراد به این معنی نیست که بازدیدهای آنها کم‌اهمیت بوده است. برعکس، این اطلاعات نشاندهنده ملاقات خارجی‌ها با امپراتوران ژاپن و روابط خارجی ژاپن با کشورهای غیر آسیای شرقی را روشن می‌کند. علاوه بر این، این اطلاعات نشان می‌دهد که روابط خارجی اولیه ژاپن به روابط با دودمان تانگ و سه پادشاهی کره همان‌طور که معمولاً فرض می‌شود، محدود نمی‌شده است.

### کشور تخارستان
«توکارا» (大夏 たいか) به معنای «سرزمین توهارا» /داشیا/ تخارستان است. مردم بومی تخارستان از مردمان ایرانی‌تبار بودند، اما این منطقه که قبلاً باختر نامیده می‌شد، از زمان لشکرکشی اسکندر به شرق، تأثیرات قوی از فرهنگ یونانی را حفظ کرده بود. مردم داشیا زبان خود را با استفاده از الفبای یونانی می‌نوشتند. در نیمه دوم قرن هفتم، تخارستان محل استقرار دولت ایرانی در تبعید ساسانی بود. در این دوره تعداد زیادی از ایرانیان از جمله اعضای خاندان سلطنتی ساسانی به این منطقه سرازیر شدند. در سال ۶۴۲ پس از میلاد، امپراتوری ایران ساسانی با نیروهای عرب حمله‌کننده به فلات ایران در نبرد نهاوند روبرو شد، اما در این نبرد که سرنوشت ملت را رقم زد، شکست خورد و به تاریخ تقریباً ۴۰۰ ساله این دودمان پایان داد. آخرین پادشاه ساسانی، یزدگرد سوم، از طریق شرق ایران به آسیای مرکزی گریخت، اما در سال ۶۵۱ در مرو، که اکنون در ترکمنستان است، ترور شد. یزدگرد سوم دو شاهزاده و سه شاهزاده خانم داشت، اما یکی از آنها، شاهزاده پیروز، همراه با وزیرانش به کوه‌های تخارستان گریخت و برای بازپس‌گیری تاج و تخت و بازگرداندن سلسله تلاش کرد. وقایع بعدی در متون تاریخی چینی، کتاب قدیمی تانگ و کتاب جدید تانگ ثبت شده است. در سال ۶۵۴، پیروز از امپراتور گائوزونگ تانگ درخواست کمک کرد، اما به دلیل دوری مسافت نتوانست کمک نظامی دریافت کند. سپس سعی کرد به تنهایی به وطن خود بازگردد، اما موفق نشد و در توکارستان ماند، اما پس از حمله اعراب سرانجام در سال ۶۷۷ مجبور به فرار به دودمان تانگ شد.
همچنین تصور می‌شد که آنها ممکن است قبیله کوچکی باشند که در جزایر توکارا در جنوب ژاپن زندگی می‌کردند، اما به نظر می‌رسد که توکارا مناسبت تر است به عنوان یکی از کشورهای اطراف در نظر گرفته شود.

### احتمال شاهزاده ساسانی بودن
دربار امپراتوری ژاپن چنان برخورد گرمی با آنها کرد که غیرعادی به نظر می‌رسید که صرفاً اهالی معمولی در یک سرزمین بیگانه باشند. هنگامی که کشتی غرق شد، آنها را با کالسکه اسبی از کیوشو به پایتخت بردند و بیش از یک بار با امپراتور ملاقات داشتند. هنگامی که آنها درخواست بازگشت به کشور خود را داشتند، حتی با یک فرستاده اعزام شدند. می‌توان گفت این رفتاری در سطح دیپلماتیک است. با این حال، اهالی تخارستان به هیچ وجه نمایندگانی دیپلماتیک به نظر نمی‌رسیدند، و دلیل آمدن آنها به ژاپن، به جز اینکه آنها را به ساحل انداخته بودند، نامشخص است؛ بنابراین، تنها دلیل ممکن برای چنین رفتار سخاوتمندانه ای این است که رهبر آنها، گنزو هاشی داچیا، از خانواده ای بلندپایه بود. پانزده سال پس از اینکه گنزو هاشی داچیا ژاپن را ترک کرد، در اولین ماه از سال چهارم عصر تنمو، همسرش، شائه (舎衛)، دوباره در نیهون شوکی در دربار ظاهر می‌شود. همچنین قابل توجه است که او مقدمت تر از سئونگ وانگ پادشاه بکجه ذکر شده که با او در کاخ حضور داشت. تا زمانی که گروه اهالی تخارستان در نیمه دوم قرن هفتم به ژاپن رسیدند، امپراتوری ایران ساسانی قبلاً توسط اعراب ویران شده بود و خانواده سلطنتی و بازماندگان به تخارستان گریختند و حکومتی را در تبعید تأسیس کردند. اگر خارجی‌هایی که در آن زمان از تخارستان آمده بودند، ایرانی بودند، احتمال زیاد مربوط به امپراتوری ساسانی وجود دارد. اگر اینطور است، منطقی است که چرا آنها از تخارستان تا ژاپن آمدند. نیروهای عرب در تعقیب بقایای امپراتوری ساسانی به تخارستان نزدیک می‌شدند. تخارستان تا نیمه اول قرن هشتم به‌طور کامل توسط اعراب فتح نشده بود، اما دیگر برای آنها امن نبود. به گفته گیکیو ایتو، محقق ایران باستان، «گنزو» (یا کنزو Kenzu) در گنزو هاشی داچیا به کُندُز، نام مکانی در توکارستان اشاره دارد. و «تاچیا» در اصل رونویسی از صدای «دارو» 「ダル」 است. «دارا» （ダルア） یک نام فارسی قرون وسطایی است. به عبارت دیگر به اعتقاد ایتو «گنزو هاشی داچیا» به معنای «دارا پادشاه پارسی ساکن قندوز در توکارستان» 「トカーレスターンの住人で、クンドゥズにいるペルシア人、ダーラーイ」 است. به گفته ایتو، نام دارا به پادشاه هخامنشی (داریوش) برمی‌گردد و در حدود قرن هفتم، نامی بود که فقط توسط اعضای خاندان سلطنتی استفاده می‌شد.
یاسوکو کوبایاشی ادعا می‌کند که گنزو هاشی داچیا با شاهزاده پیروز شخصیتی یکسان بوده است. پیروز پسر شاه به توهارا (تخارستان که در چین توخارا نامیده می‌شود) در شمال افغانستان کنونی گریخت و از سلسله تانگ تقاضای کمک کرده است، اما تانگ نیز به جنگ با ترکان مشغول بوده است، بنابراین در سال ۶۵۴، سپاهیان او برای جنگ بسیج شدند. سال ۶۵۴ سالی است که این گروه به ساحل کشیده شدند. به نظر می‌رسد که لشکرکشی ارتش او موفقیت چندانی نداشته است و مقصد پیروز در شرق دور، یعنی مجمع الجزایر ژاپن بوده است.

## شائه یا سائه
اعتقاد بر این است که شائه یا سائه (さえ) همسر یکی از «دو مرد» است. بانو شائه در مورد پزشکی آگاه بود و به عنوان یک زن اشراف با او رفتار می‌شد. در مورد معنی «شائه» بین پژوهشگران اختلاف نظر وجود دارد ظاهراً به مکانی در تخارستان یا نپال اشاره دارد.
در میان گروه زنی بوده است که نیهون شوکی از او به عنوان همسر گنزو هاشی داچیا یاد کرده است. نام او «شائه» است که گمان می‌رود به یک شهر باستانی هند شراوستی (تلفظ به ژاپنی سرزمین شائه Shae-koku) اشاره داشته باشد. از آنجائیکه حضور یک زن خارجی در گروه بعید به نظر می‌رسد گیکیو ایتو نویسنده کتاب ملاحظات ورود فرهنگ فارسی عنوان می‌کند که که «شائه» تقابل اصواتی از «شاه، شاه کوچک» است. به عبارت دیگر، نام او بازنمایی آوایی نیمه اول «شاه دخت» و «شاه بانو» هستند که به ترتیب در فارسی قرون وسطی به معنای «شاهزاده خانم» و «ملکه» هستند. ایتو ادعا می‌کند از آنجائیکه خود دارا شاه بوده و همسرش شائه به دو شکل متفاوت کانجی اولین بار به شکل (舎衛女) که می‌توان آن را «شاهزاده خانم» معنی کرد و در جای دیگر به شکل (舎衛婦人) که می‌توان آن را به «ملکه» ترجمه کرد، نوشته شده است، این اشاره به خویدوده یا ازدواج با محارم در دین زرتشتی دارد. همچنین او عنوان می‌کند که زن دیگری که ۱۵ سال پس از خروج دارا در دربار حضور پیدا کرد، دختری بود که از دارا و همسرش شائه به دنیا آمد و او را «دارای دخت» به معنای «دختر دارای» نامیدند. گفته می‌شود که این نامگذاری در میان خانواده‌های سلطنتی ساسانی رایج بوده است. نظریه دیگری که قابل ذکر است، نظریه ئه‌ایچی ایموتو است. به گفته ایموتو، نام‌های مکان واقعی «شاوه» و «ساوه» (「Shawe」（シャーウェ）/「Sawe」（サーウェ）) در تخارستان وجود داشته است. در شاهنامه (کتاب شاهان)، منظومه حماسی ملی باستانی ایرانی که فردوسی در قرن یازدهم سروده است، گفته می‌شود که صحنه‌ای را به تصویر می‌کشد که در آن پادشاه ساوه/ساوه‌شاه تخارستان، هرمزد پادشاه ایران ساسانی را به نبرد می‌کشد.

### جشن اوبون
در نیهون شوکی (در سال ۷۲۰ تألیف آن پایان یافته) آمده است که در زمان حکمرانی امپراتریس کوگیوکو (امپراتریس سایمی) در روز سوم از ماه هفتم سال ۶۵۷ میلادی (۳۶ هجری شمسی) چند مرد و زن از راه دریا با کشتی به کیوشو جزیرهٔ جنوب غربی ژاپن رسیدند سپس در روز پانزدهم ماه هفتم در معبد بودایی آسوکا انگاره‌ای بودایی ساخته شد و پیش از آن اوبون (جشن) «اُورابون» را جشن گرفتند. در نیهون شوکی آمده است که یکی از این افراد بنام «توکوُوارا بیتو گنزو هاشی داچیا» که رهبر این گروه راه گم کردگان دریا بود، زنش را به گروگان در ژاپن سپرد و خود و همراهانش بازگشتند. به عقیده محققان این نام همان تحریف شدهٔ نام «دارا» ی ایرانی است. جزء «هاشی» در نام «گنزو هاشی داچیا» را در سدهٔ هفتم میلادی، ایرانیان را «پارسی» تلفظ می‌کردند که به معنای ایرانی است.

### دختر دارا
«دنیای تحقیقات تاریخ باستان» و «ملاحظات ورود فرهنگ ایرانی» حدس می‌زنند که پنج نفری که در هیوگا به خشکی رسیدند و شش نفری که در تسوکوشی به خشکی انداخته شدند، در اصل همان گروه بودند.
با مقایسه (۱) و (۲) دیده می‌شود که ابتدا در سال (۶۵۴) دو مرد و سه زن بودند اما سه سال بعد دو مرد و چهار زن ذکر شده است. در طول زمان یک زن دیگر نیز اضافه شده است، این سؤال باقی می‌ماند که آنها در طول سه سال و سه ماه بین زمانی که در ولایت هیوگا (استان میازاکی) به ساحل کشیده شند و زمانی که احتمالاً همان گروه بار دیگر در ولایت تسوکوشی (استان فوکوئوکا) به ساحل کشیده شدند، کجا بودند و چه می‌کردند. آنها گفتند: «اولین بار در آمامی اوشیما به ساحل رسیدیم»، ممکن است که سه سال در آمامی اوشیما زندگی کرده باشند. «در سال ۶۷۵، «شائه نو اوننا» [بانو شائه ) و «دارا نو اوننا» (دختر دارا) به امپراتور تنمو هدایایی ارائه کردند.» وجود زن دیگری در میان گروه توحولا هنگام غوطه ور شدن آنها به ساحل، نشان می‌دهد که در فاصله سال‌های ۶۵۴ تا ۶۵۷ از و همسرش دختری به دنیا آمده است. «دارا نو اوننا» (دختر دارا) و در زمانی که او به امپرتور تنمو پیشنهاد خود را ارائه کرد، طبق محاسبات ژاپنی بین ۱۹ تا ۲۲ سال سن داشت.

### فرضیه یکسان دانستن دختر دارا با شاهدخت یامانوبه
یاسوکو کوبایاشی ادعا می‌کند که احتمالاً این دختر همان شاهدخت یامانوبه بود که همسر شاهزاده اوتسو بود و پس از اعدام همسرش، خودکشی کرد. طبق شوکو نیهونگی، شاهدخت یامانوبه دختر امپراتور تنچی از همسرش هیتاچی نو موسومه، دختر سوگا نو آکائه بود. گفته می‌شود که شاهزاده اوتسو و شاهزاده کوساکابه از او خواستگاری کردند و او شاهزاده اوتسو را انتخاب کرد. اگر او توسط تنچی و سوگا نو آکائه سرپرستی می‌شد و در اوتسو-کیو بزرگ می‌شد، مطمئناً با اوتسو دوست دوران کودکی بود. هنگامی که اوتسو به دلیل اتهام خیانت اعدام شد، گفته می‌شود که او با پای برهنه با موهای ژولیده فرار کرد و خودکشی کرد و اشک مردم را درآورد. مسلماً اگر او یک شاهزاده خانم تبعیدی از ایران ساسانی بود، خاستگاه او با شاهزاده شوتوکو (مرگ ۶۲۲) و امپراتریس کوگیوکو (بنا بر یک فرضیه خاستگاه این دو پارسی بوده است) یکی بود، و همچنین چرا در دنیا کاملاً تنها بود که بدون اوتسو نمی‌توانست زنده بماند.

## توکارا به معنی دوارواتی در تایلند
ابتدا تصور می‌شد که توکارا یک کشور جنوبی در تایلند است، اما اخیراً به عنوان یک کشور آسیای میانه در نظر گرفته شده است. نیهون شوکی فعلی، از جمله سری ادبیات کلاسیک ژاپنی ایوانامی شوتن است که دارای حاشیه‌نویسی است که در آن «پادشاهی توکارا» را با پادشاهی دوارواتی، که زمانی در پایین‌دست رودخانه منام در تایلند امروزی شکوفا می‌شد، شناسایی می‌کند و «نظریه توکارا = دواراواتی» به دیدگاه رایج تبدیل شده است. «دارا» در نیهون شوکی، «در برخی کتاب‌ها گفته شده که آنها را دارابیتو نامیده‌اند»، با این حال، با توجه به رفتاری که با این گروه در هنگام رسیدن به خشکی انجام شد، می‌توان حدس زد که دربار یاماتو کاملاً از هویت آنها آگاه بوده است. علاوه بر این، بعید است که نویسندگان نیهون شوکی عمداً املای متفاوتی را برای کشور دوارواتی به کار برده باشند که در سوابق تاریخی چین به کار رفته است.